# 아이버 노벨로
아이버 노벨로(Ivor Novello, 1893년 1월 15일 ~ 1951년 3월 6일)는 웨일스의 작곡가, 가수, 배우이다.